# ゴールドタワー
ゴールドタワー（GOLD TOWER）は、香川県綾歌郡宇多津町にあるタワーである。株式会社さぬきが管理・運営を行っている。

## 概要
ユニ・チャームが所有し、同社の子会社だったゴールドタワー株式会社（1993年設立）が運営していた。2001年9月に一旦閉鎖し、同年12月に営業再開したものの2003年に再び閉鎖。その後、味匠グループの株式会社味匠が借り受けて改装し2004年8月1日、「プレイパークゴールドタワー」の名でリニューアルオープンし、2007年にタワーを買い取っていたが、2018年6月1日に法的整理の準備に取り掛かり、ゴールドタワーを含めた事業は同日付で新設分割された株式会社さぬきに譲渡された。なお、ゴールドタワー株式会社は2004年12月17日付で解散、2005年3月28日に清算結了。
外壁に6917枚のゴールドハーフミラーを採用しており、外部からは高層ビルに見えるが、実際には中間層は鉄骨のみである。夜になるとライトアップされ、その次の日の天気によって色が変えられている（翌日が雨なら青、それ以外なら黄）。

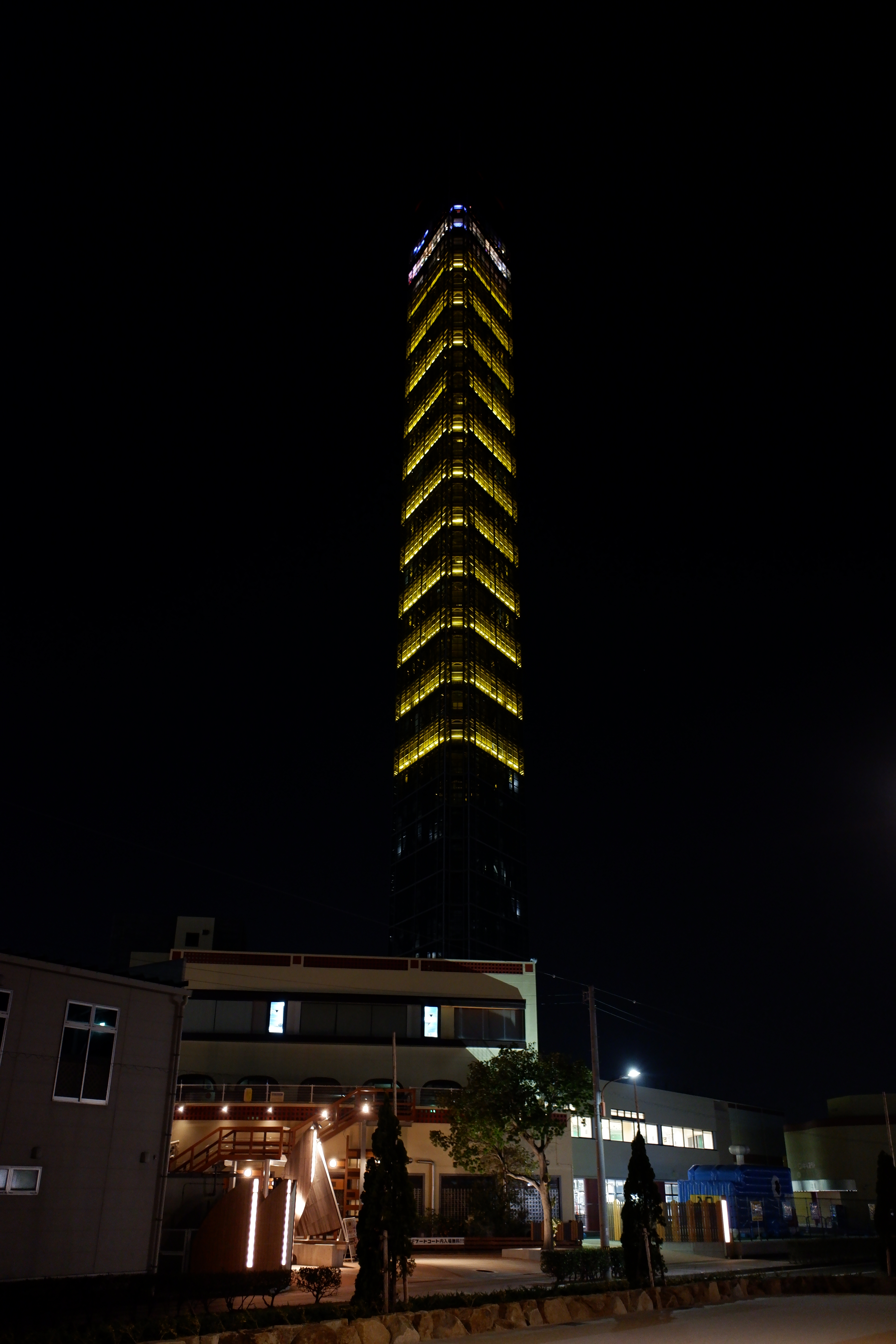
ライトアップ

33周年を迎えた2020年3月のリニューアルで、天空のアクアリウム『ソラキン』が誕生した。

## データ
- 高さ：158m（127m：展望台）[4]
- 竣工・オープン:1988年3月18日[4]
- 改装・リニューアルオープン:2004年8月1日、2020年3月[4]

## アクセス
- 最寄駅：宇多津駅

## 備考
ユニ・チャーム所有時代の1990年3月17日から、高松市に本社を置くクレーンメーカーのタダノが駐車場部分にドライブインシアター「スターダスト」を設置し運営していたが、シネマコンプレックスのワーナー・マイカル・シネマズ宇多津（現：イオンシネマ宇多津）開業を目前にした1994年2月にわずか4年で営業を終え撤退している。
味匠によるリニューアル後のゴールドタワーは、ボウリング場・各種遊具等の集積施設「プレイパーク」中の一施設という形態をとっていた。タワー入場を主目的とする利用者に向けた「タワーパス」の他、娯楽施設とのセット料金も設定されていた。
当初は基本料金500円＋滞在15分ごとに100円（税抜き）という時間課金制（タワーパックは滞在30分以内で840円）だったが、2014年7月11日にシステムが変更され、営業時間中無制限の定額制となった。（いずれも2015年1月現在の平日22時までの税抜き料金。タワーパスを除き土休日は税別200円を加算）。
- パークパス（プレイパーク・カラオケ・ボウリング場が遊び放題）：1200円
- タワーパス（タワーのみ、時間無制限）：700円
- ゴールドパス（プレイパーク・カラオケ・ボウリング場が遊び放題+タワー1回）：1500円

2017年6月より営業時間が大幅に短縮された（平日18時、土休日19時閉館）。また、同年11月9日より木曜日が定休日となる（祝・繁忙期除く）。
運営が株式会社さぬきに移行されたあと、2020年3月にミラーボーラーがプロデュースする金魚の水槽展示を中心とした「ソラキン」としてリニューアルオープン。利用料金もプレイパークとは別となり、大人1200円・小人800円となった。また定休日がなくなった他、土休日は22時までの営業となっている。

## 登場作品
『楠芽吹は勇者である』
作中で改造されて主人公達の活動拠点となっている。

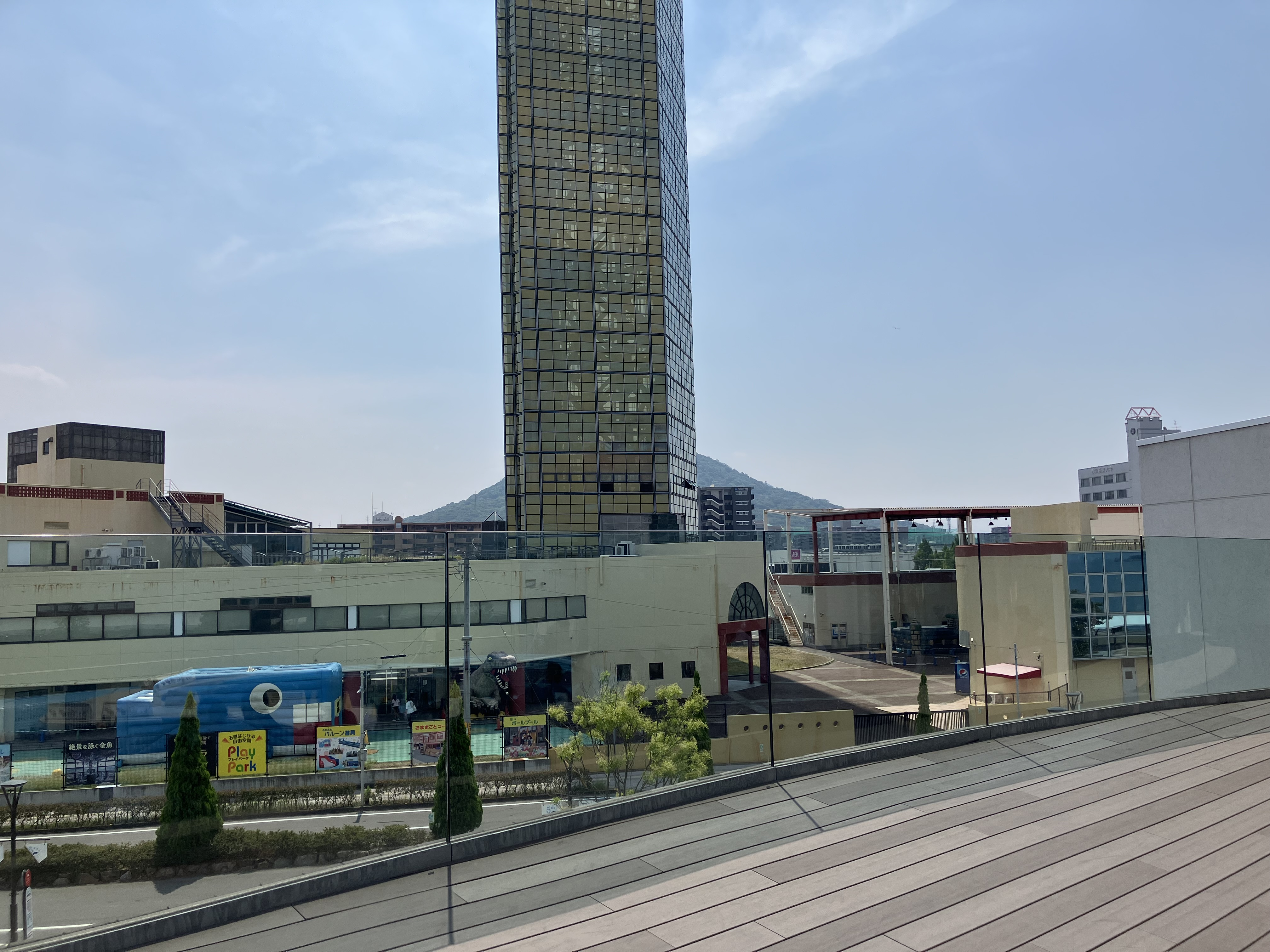
四国水族館から見たタワー（2025年8月）
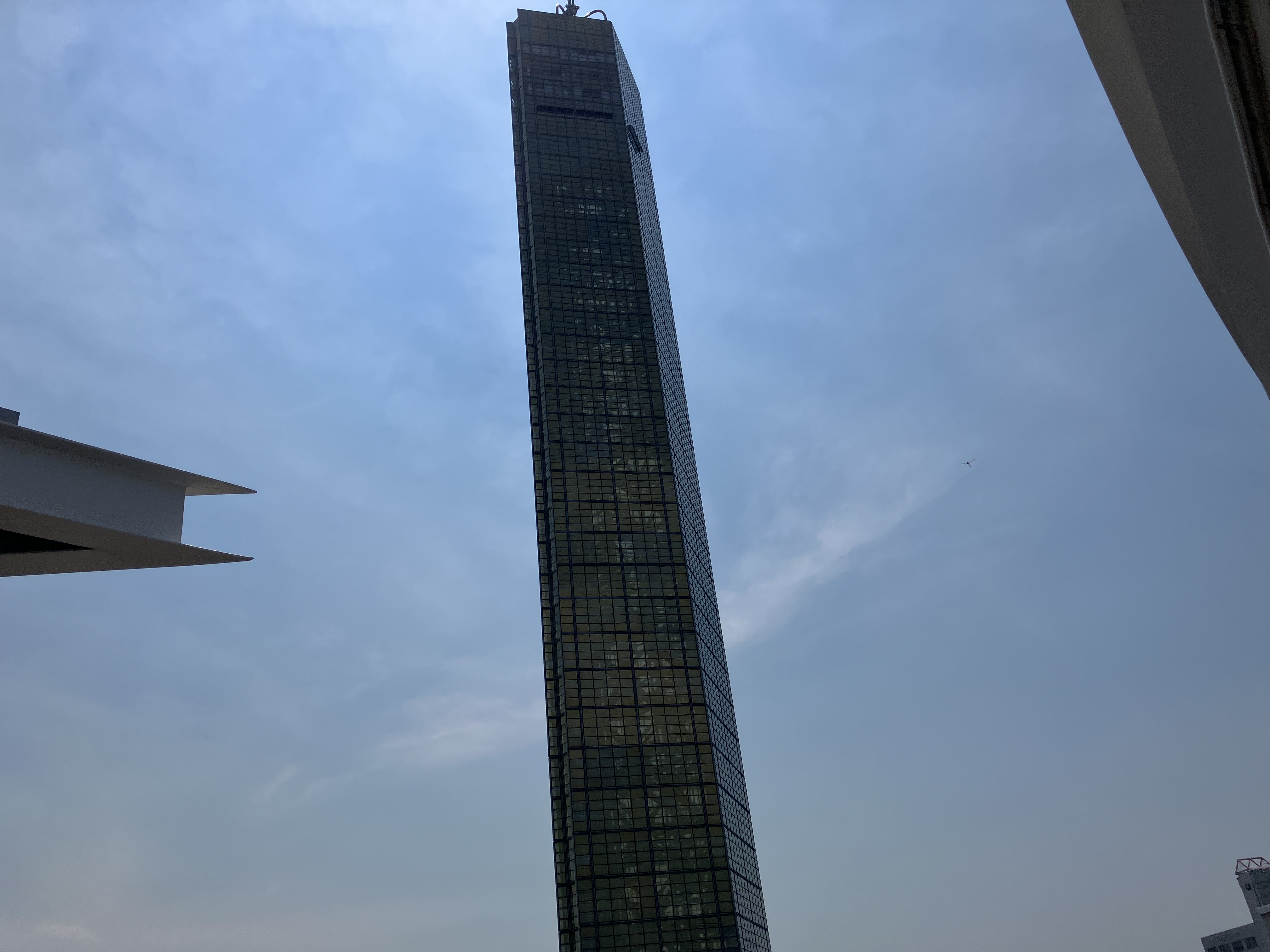
タワー（2025年8月）
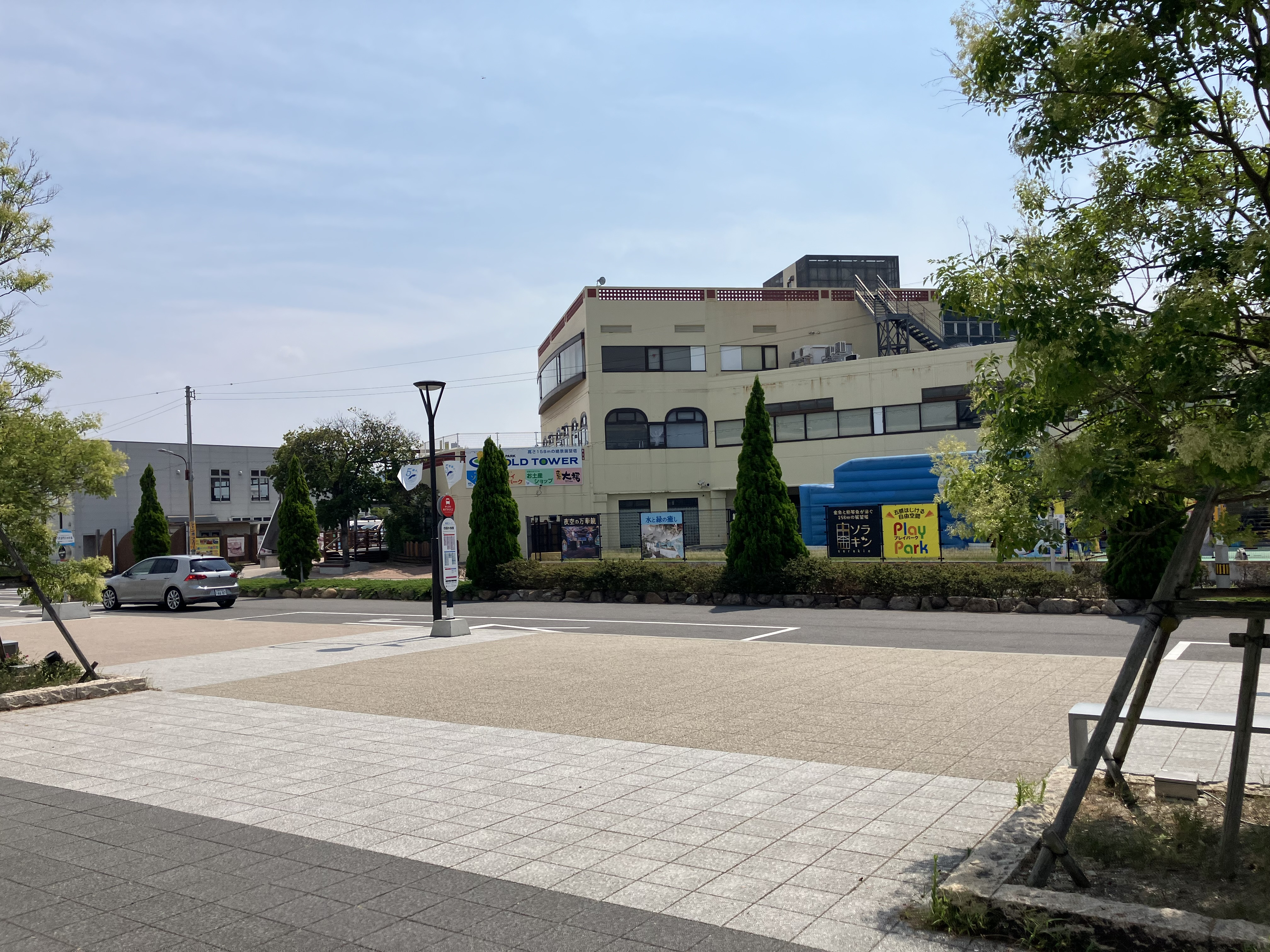
タワーの下（2025年8月）